# Henri Evenepoel

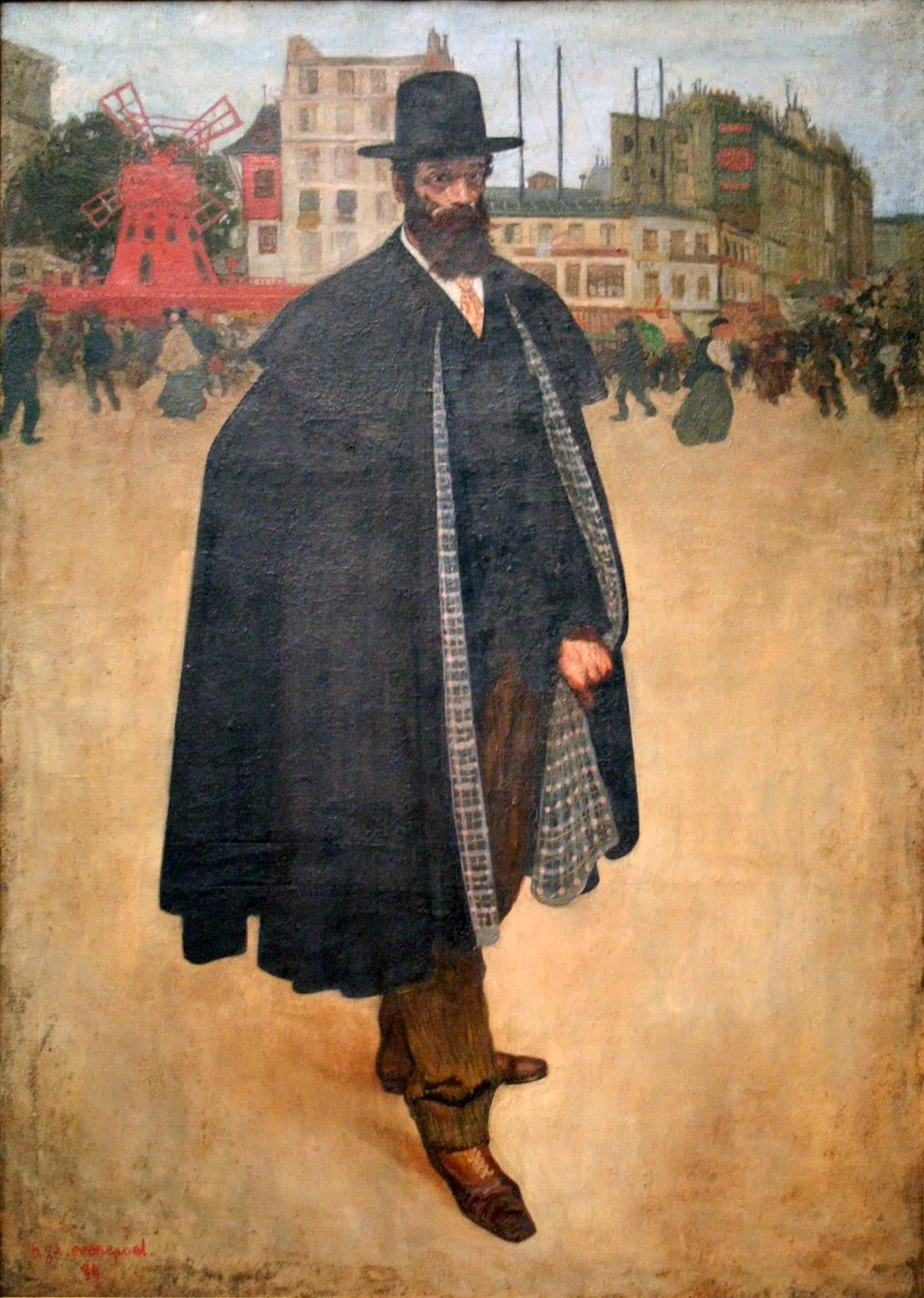
Un español en París - retrato de Francisco Iturrino

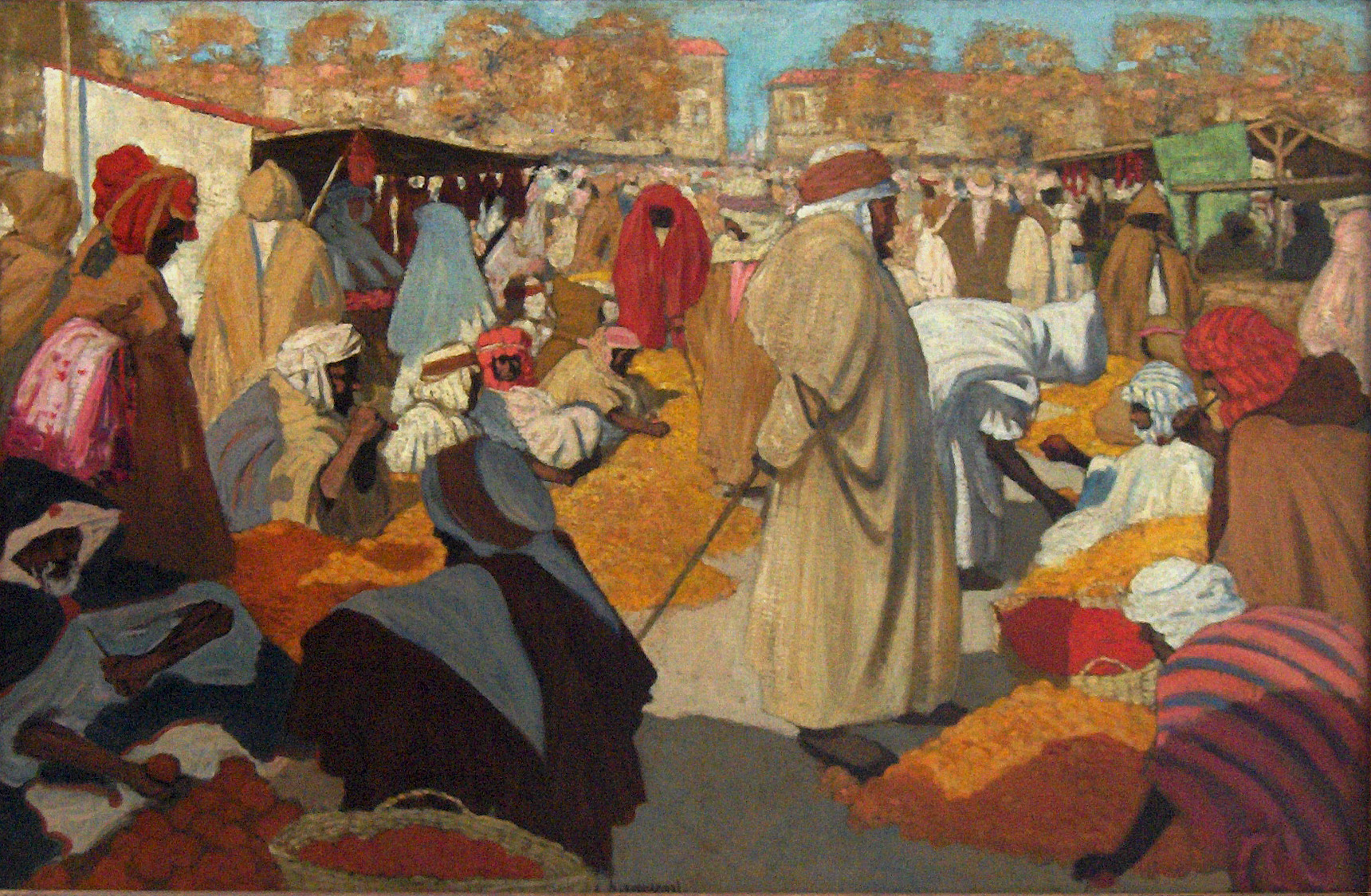
Orange Market, Blidah (1898)

Henri-Jacques-Edouard Evenepoel (Niza, 3 de octubre de 1872 - París, 27 de diciembre de 1899) fue un pintor belga, identificado con distintos movimientos artísticos
de finales del siglo XIX (impresionismo, modernismo, fauvismo). Estudió arte en Bruselas en la Académie Royale des Beaux-Arts entre 1889 y 1890, y en 1892 ingresó en la École des Beaux-Arts de París. Entró en el taller de Gustave Moreau en 1893, donde contactó con Henri Matisse y Georges Rouault.
Debutó con un retrato de su primo Luis (Louise in Mourning) en el Salon des Artistes Français de 1894. Exhibió cuatro retratos en el Salon du Champ-de-Mars de 1895, donde continuó exponiendo hasta su muerte. Su primera exposición individual fue en el Cercle Artistique de Bruselas (diciembre de 1897 – enero de 1898). Se dedicó principalmente a retratar a familiares y amigos, de cuerpo entero, usualmente contra un fondo neutro, por influencia de Edouard Manet y James Abbott McNeill Whistler. Sus escenas parisinas muestran influencia de Henri de Toulouse-Lautrec y Jean-Louis Forain. Aunque sus primeras obras tienen una paleta sombría, su viaje a Argelia, coincidiendo con su exposición individual, le hicieron cambiar de estilo, anticipándose al uso arbitrario de los colores por el fouvismo (Mercado de naranjas en Blidah).